# The Ellen Show
The Ellen Show fue una comedia de situación protagonizada por la humorista Ellen DeGeneres. La serie se emitió durante los años 2001 y 2002 por la CBS. Ésta fue la segunda sitcom que protagonizó, tras Ellen de ABC (1994-1998). Posteriormente DeGeneres comenzó a presentar su propio programa de entrevistas, The Ellen DeGeneres Show, que se estrenó en 2003.
DeGeneres volvió a la televisión en 2001 con esta comedia. Aunque su personaje era de nuevo una lesbiana, no constituía el tema central de la serie. La serie recibió muy buenas críticas pero tuvo una baja audiencia, por lo que se canceló al finalizar la primera temporada.
The Ellen Show contaba también con las actuaciones de Cloris Leachman, Martin Mull, Jim Gaffigan y Emily Rutherfurd.

## Protagonistas
- Ellen DeGeneres - Ellen Richmond
- Jim Gaffigan - Rusty Carnouk
- Emily Rutherfurd - Katherin Richmond
- Martin Mull - Mr. Munn
- Kerri Kenney - Pam
- Cloris Leachman - Dot Richmond

## Producción
La serie fue creada por Carol Leifer y Mitchell Hurwitz, que coescribieron el episodio piloto.

## Estrellas invitadas
- Betty White - Sra. Gibson
- Mary Tyler Moore - tía Mary
- Dakota Fanning - Ellen joven
- John Ritter
- Maureen McCormick
- Demi Lovato
- Taylor Swift
- Justin Bieber
- Selena Gomez
- Nikki Reedí
- Miley Cyrus
- One Direction
- [ BTS ]

## Episodios
La sitcom The Ellen Show contó con 18 episodios emitidos, la cancelación de la misma se llevó a cabo en la primera temporada. Los últimos cinco capítulos de la serie nunca salieron al aire, pero si fueron lanzados a la venta en DVD.
Lista de episodios
1. Piloto
2. Walden Pond
3. Chain Reaction
4. Vanity Hair
5. The Move
6. Muskrat Love
7. Joe
8. Cathy's Taffy
9. Missing the Bus
10. Alive and Kicking
11. Ellen's First Christmess
12. A Bird in the Hand
13. Just the Duck
14. Shallow Gal
15. Gathering Moss
16. A Matter of Principal
17. Where the Sun Doesn't Shine
18. One for the Roadshow

## Estreno en DVD
- Sony Pictures Home Entertainment lanzó a la venta 2 DVD que contenían todos los episodios de la serie el 11 de julio de 2006.